# Блисанже
Блисанже (фр. Blussangeaux) насеље је и општина у источној Француској у региону Франш-Конте, у департману Ду која припада префектури Монбелијар.
По подацима из 2011. године у општини је живело 78 становника, а густина насељености је износила 36,79 становника/km². Општина се простире на површини од 2,12 km². Налази се на средњој надморској висини од 300 метара (максималној 336 m, а минималној 292 m).

## Демографија
| 1962. | 1968. | 1975. | 1982. | 1990. | 1999. | 2011. |
| ----- | ----- | ----- | ----- | ----- | ----- | ----- |
| 67    | 71    | 66    | 70    | 66    | 76    | 78    |

График промене броја становника у току последњих година